# Ontherus insolitus
Ontherus insolitus là một loài bọ cánh cứng trong họ Bọ hung (Scarabaeidae).